# 茅埏岛
28°13′23″N 121°09′56″E / 28.22315096962096°N 121.16559505462646°E
茅埏岛，中华人民共和国浙江省玉环市管辖的一个岛屿，位于乐清湾中。

## 特点
岛上设有海山乡人民政府和大岙村、虹田村、抛西村、礁头村、南滩村5个村，是该乡政治和经济中心及人口主要聚居地。面积4.88平方公里。岛内适宜种植文旦。

## 历史
1930年3月，坞根游击大队成立后，与国民党温岭县政府进行交战。柳苦民采取游击战，将部队撤到海岛和山区。其中柳苦民、程顺昌、叶景泰带领一支队伍到乐清湾海上的茅埏岛一带活动。